# Thazhakudy
Thazhakudy es una ciudad y nagar Panchayat situada en el distrito de Kanyakumari en el estado de Tamil Nadu (India). Su población es de 8992 habitantes (2011).

## Demografía
Según el censo de 2011 la población de Thazhakudy era de 8992 habitantes, de los cuales 4445 eran hombres y 4547 eran mujeres. Thazhakudy tiene una tasa media de alfabetización del 91,93%, superior a la media estatal del 80,09%: la alfabetización masculina es del 94,51%, y la alfabetización femenina del 89,42%.